# Luigi Sturzo
Luigi Sturzo, né le 26 novembre 1871 à Caltagirone, en Sicile, et mort à Rome le 8 août 1959, est un prêtre catholique et un homme politique italien, grande figure du parti populaire italien.

## Biographie
Ordonné prêtre le 19 mai 1894, il part faire des études de philosophie et de théologie à l'Université pontificale grégorienne, à Rome, et retourne en 1898 dans sa ville natale pour y enseigner ces disciplines.
En 1900, il participe à la naissance du mouvement démocrate-chrétien que le pape Pie X désavoue ensuite.
De 1905 à 1920, il est vice-maire de Caltagirone siège au Conseil provincial et est vice-président de l’Association des communes italiennes en 1912, tout en jouant un rôle de premier plan dans l'Action catholique dont il est secrétaire en 1915.
En 1918, il participe à la fondation du Parti populaire italien, précurseur de la démocratie-chrétienne, aux côtés d'Alcide De Gasperi et d'Alberto Marvelli. Secrétaire national du parti, il s'oppose alors à l'archevêque de Gênes, Mgr Boggiani, hostile à l'organisation politique. Il fonde cinq ans plus tard, en 1923, le journal Parti populaire italien.
Rejetant les accords avec les forces politiques libérales, Sturzo vote avec les députés du PPI en faveur du premier gouvernement Mussolini en 1922. L'année suivante, ayant pris la tête des opposants à la collaboration avec les fascistes dans son parti, il doit démissionner doit abandonner son poste de secrétaire du Parti. Sa hiérarchie ecclésiastique cherchant à contenter le régime mussolinien, il est poussé à l'exil, d'abord à Londres, puis à New York à partir de 1940. Pendant cette période, il publie de nombreux ouvrages historiques et politiques, notamment L'Italie et le fascisme (1926), La communauté internationale et le droit de la guerre (1929), La société : sa nature et ses lois (1936), Politique et morale (1938) et L'Église et l'État (1939).
Rentré en Italie en 1946 malgré la volonté des autorités ecclésiastiques, il ne joue plus de rôle majeur dans la vie politique du pays, ne s'impliquant pas personnellement dans la Démocratie chrétienne tout en restant lié à beaucoup de ses principaux responsable. Il est cependant nommé sénateur à vie le 17 décembre 1952 par le président de la République Luigi Einaudi et, la même année, est missionné par Pie XII pour négocier, contre l’avis De Gasperi, un accord entre la DC romaine et l’extrême droite contre le risque de victoire de la gauche aux élections municipales dans la capitale. Il échoue et se retire de la vie politique nationale.
Resté une référence pour nombre d'élus démocrates chrétiens siciliens passés par son parti, il est nommé membre de la Haute Cour sicilienne et est invoqué par Silvio Milazzo lors de sa prise de pouvoir régionale contre son parti. Mais Sturzo, proche des convictions milazzistes, reste à distance de cette tentative politique d'affaiblir la DC en s'unissant avec les forces d'extrême gauche comme d'extrême droite au nom de l'autonomie sicilienne.
Il meurt en 1959, à l'âge de 87 ans. Son procès en béatification a été ouvert le 3 mai 2002.

## Pensée politique

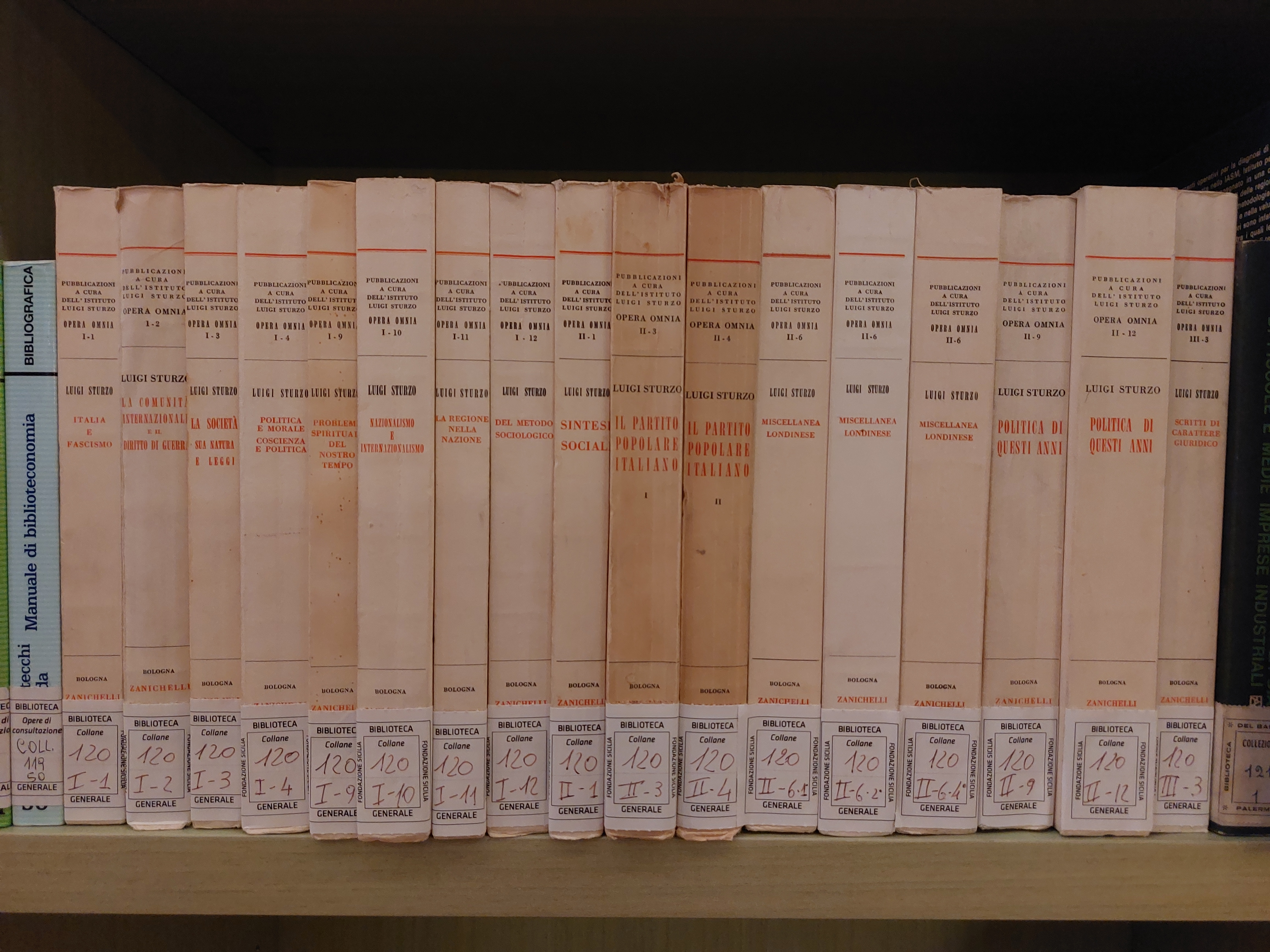
Ouvrages de Luigi Sturzo à la bibliothèque du Palazzo Branciforte.

L'activité politique de l'abbé Sturzo tournait autour d'une question centrale : permettre l'expression des catholiques en politique et offrir une alternative catholique et sociale au mouvement ouvrier socialiste.
Pour Don Sturzo, les catholiques doivent s'impliquer dans la politique mais l'autonomie des catholiques employés en politique doit être absolue vis-à-vis de l'église. La politique, par nature complexe, peut être pilotée par les principes chrétiens, mais il ne faut pas revenir à la rigidité et au schématisme excessif du passé. Le christianisme est la principale source d'inspiration, mais il n'est plus la seule.

La société doit savoir reconnaître les aspirations de chaque individu et l'individu passe avant la société. La société est un produit de la sociabilité, c'est-à-dire qu'elle se base sur des relations librement consenties.

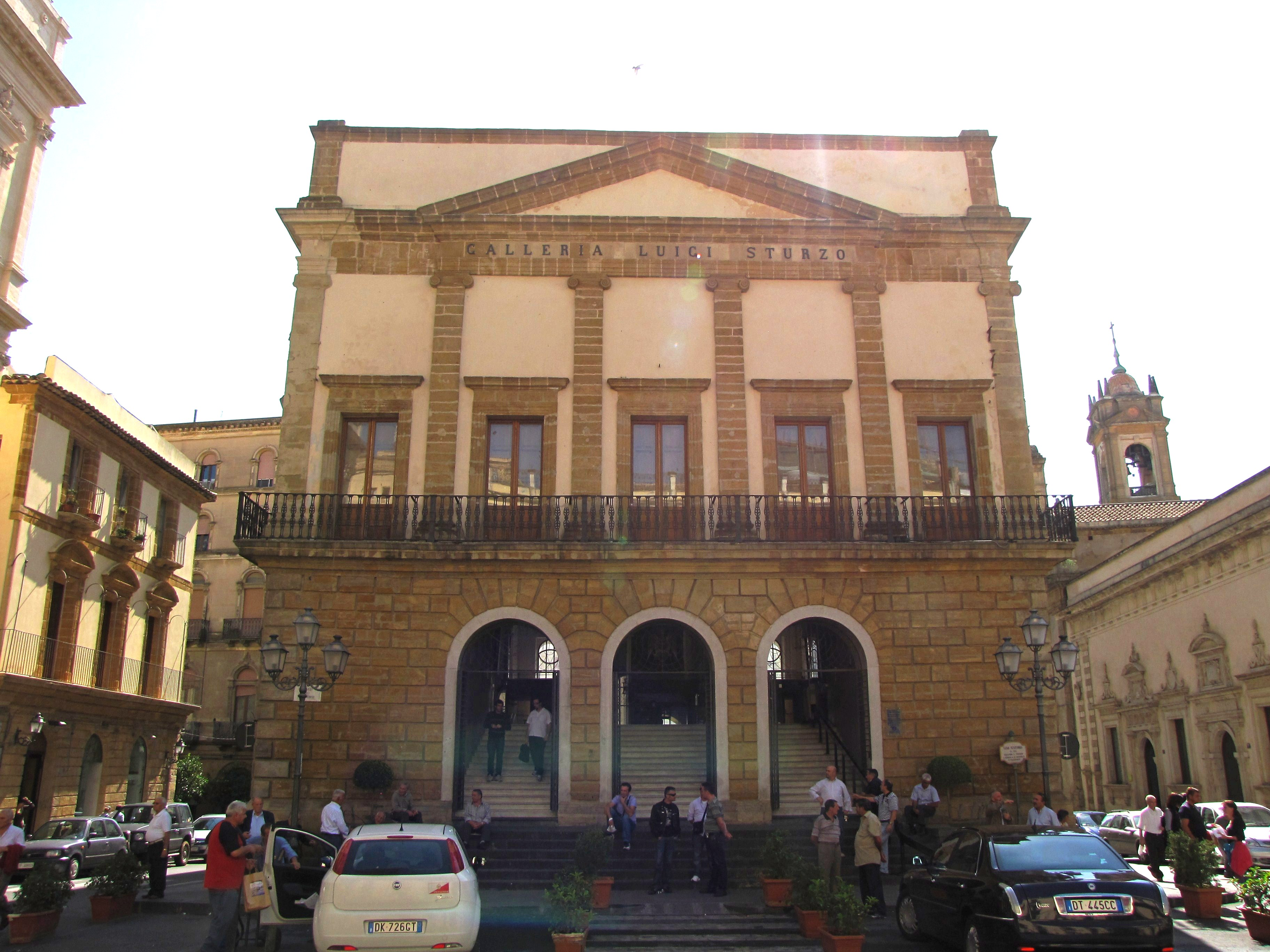
Le théâtre Luigi Sturzo, à Caltagirone, sa ville natale

Sturzo était opposé à une société immobile et celle-ci est mise en mouvement par les relations interpersonnelles entre les individus. La société ne doit pas poser de limites à la liberté des individus, mais elle ne peut être non plus le théâtre d'une hyper-individualité.
Dans ce schéma social multiforme, la religion ne peut pas constituer un instrument de gouvernement. Le christianisme a apporté quelque chose à chaque courant politique, et personne ne peut ainsi prétendre détenir le monopole de la vérité religieuse.
L'individu doit lui-même choisir de suivre ou non sa conscience de bon citoyen ou de bon chrétien. L’Église n'est pas chargée de l'aiguiller dans l'acte qui consiste à choisir, celle-ci appartient étroitement à la sphère privée de l'individu. Le Parti populaire italien naquit, à cause de cela, comme un pari non confessionnel : la religion peut influencer, mais elle ne peut pas imposer. Et l'on mit ainsi en évidence, la conception libérale du parti.
En matière d'économie, Sturzo n'était pas un libéral classique; d'une part, il dénonçait le capitalisme d’État, qu'il considérait gaspilleur de ressources, et d'autre part, il restait convaincu de la capacité des interventions de l’État dans l'économie, même si elles devaient être brèves dans le temps et pointer vers un résultat.
Le fait de placer l'individu et non les masses au centre de ses conceptions induisait l'existence d'un État minimal et il censurait déjà à l'époque le rôle excessif des partis politiques. Il se déclarait aussi hostile à une approche panthéiste de l’État (un État qui ferait la synthèse des exigences des religions).
Il fonda ainsi le popularisme, une doctrine politique et originale, qui est simplement la mise en pratique de la doctrine sociale de l’Église catholique, enrichie par sa pensée et du fonctionnement de celle-ci, souvent prophétique, et tout en restant purement pragmatique, profondément imprégnée d'éthique.
Sturzo fut l'adversaire du centralisme de Giovanni Giolitti, de celui de Benito Mussolini mais aussi des bases de l'Italie républicaine parce qu'il trouvait que l'absence du régionalisme, nécessaire pour concéder une vaste autonomie individuelle, était une erreur. Dès 1899, il milite en effet en faveur d'une autonomie sicilienne au sein du royaume italien, dans la lignée des catholiques Gioacchino Ventura ou Vito d'Ondes Reggio. L'Appel aux libres et forts (it), manifeste fondateur du Parti populaire en janvier 1919, insiste sur la nécessité d'instituer les régions, et son introduction du congrès du parti à Venise en 1921 s'intitule « décentralisation administrative, autonomies locales et constitution de la Région », sans parvenir à faire porter ce sujet par les députés de son parti à l'heure de la montée du fascisme. En 1944, depuis son exil new-yorkais, il déclare à propos de la Sicile où la tentation séparatiste s'exprime depuis le débarquement allié : « autonomie : oui, séparatisme : non ».
Il aimait aussi beaucoup l'historiographie.